# Famous in a Small Town
«Famous in a Small Town» — песня американской кантри-певицы Миранды Ламберт, вышедшая в качестве 2-го сингла с её второго студийного альбома Crazy Ex-Girlfriend (2007). Он стал вторым для Ламберт хитом в кантри-чарте Top-20 в Billboard Hot Country Songs и был номинирован на премию Грэмми в категории Best Female Country Vocal Performance в 2008 году.
Песня была названа одной из лучших песен года изданием Engine 145 (№ 40 в списке 50 Best Country Songs of 2007).

## История
Сингл вышел 2 апреля 2007 года на студии Columbia Nashville.
Музыкальное видео было снято режиссёром Trey Fanjoy.

## Награды и номинации
| Награда                 | Категория                             | Результат |
| ----------------------- | ------------------------------------- | --------- |
| 50-я церемония «Грэмми» | Best Female Country Vocal Performance | Номинация |

## Чарты
"Famous in a Small Town" дебютировал на № 54 в кантри-чарте Billboard Hot Country Songs 7 апреля 2007 года. Спустя 33 недели 17 ноября 2007 года он достиг № 14.
| Чарт (2007)                       | Высшая позиция |
| --------------------------------- | -------------- |
| США (Billboard Hot 100)           | 87             |
| США (Billboard Hot Country Songs) | 14             |

### Итоговые годовые чарты
| Чарт (2007)                  | Позиция |
| ---------------------------- | ------- |
| US Country Songs (Billboard) | 57      |

## Сертификации
| Регион | Сертификация | Продажи  |
| --- | ------------ | -------- |
| США (RIAA) | Золотой      | 500 000^ |
| * Данные о продажах приведены только на основе сертификации. ^ Данные о тиражах приведены только на основе сертификации. |              |          |